# EMD AEM-7
Az AEM-7 egy amerikai 11 kV 25 Hz, 11 kV–13,5 kV 60 Hz és 25 kV 60 Hz váltakozó áramú, Bo'Bo' tengelyelrendezésű villamosmozdony-sorozat. Nem véletlen, hogy megjelenésében hasonlóság mutatkozik az SJ Rc sorozatú mozdonyaival, mivel az ASEA tervei alapján készültek az EMD-nél. Többségüket az Amtrak üzemelteti, de kiebb számban megtalálhatóak a MARC és a SEPTA állományában is. Összesen 65 db készült belőle 1978 és 1988 között, de 2013-ra már ennél kevesebb volt üzemben. Becenevei: ASEA, Toaster, Swedish Meatball, Mighty Mouse.
Az Amtraknál helyüket 2013-tól a Siemens Amtrak ACS-64 sorozata vette át.

## Galéria

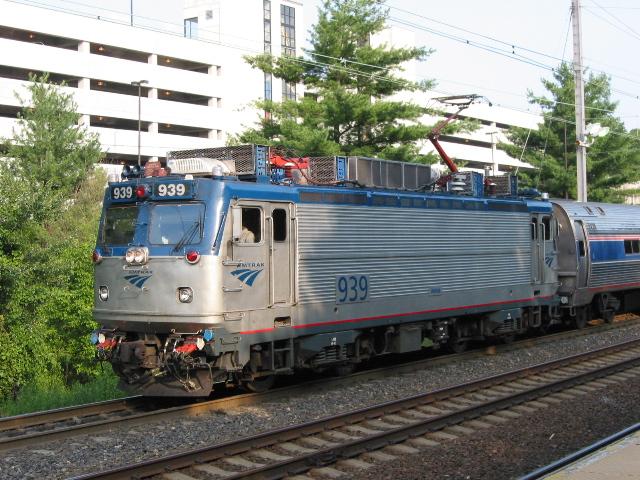
AEM-7AC 939 a BWI vasútállomáson
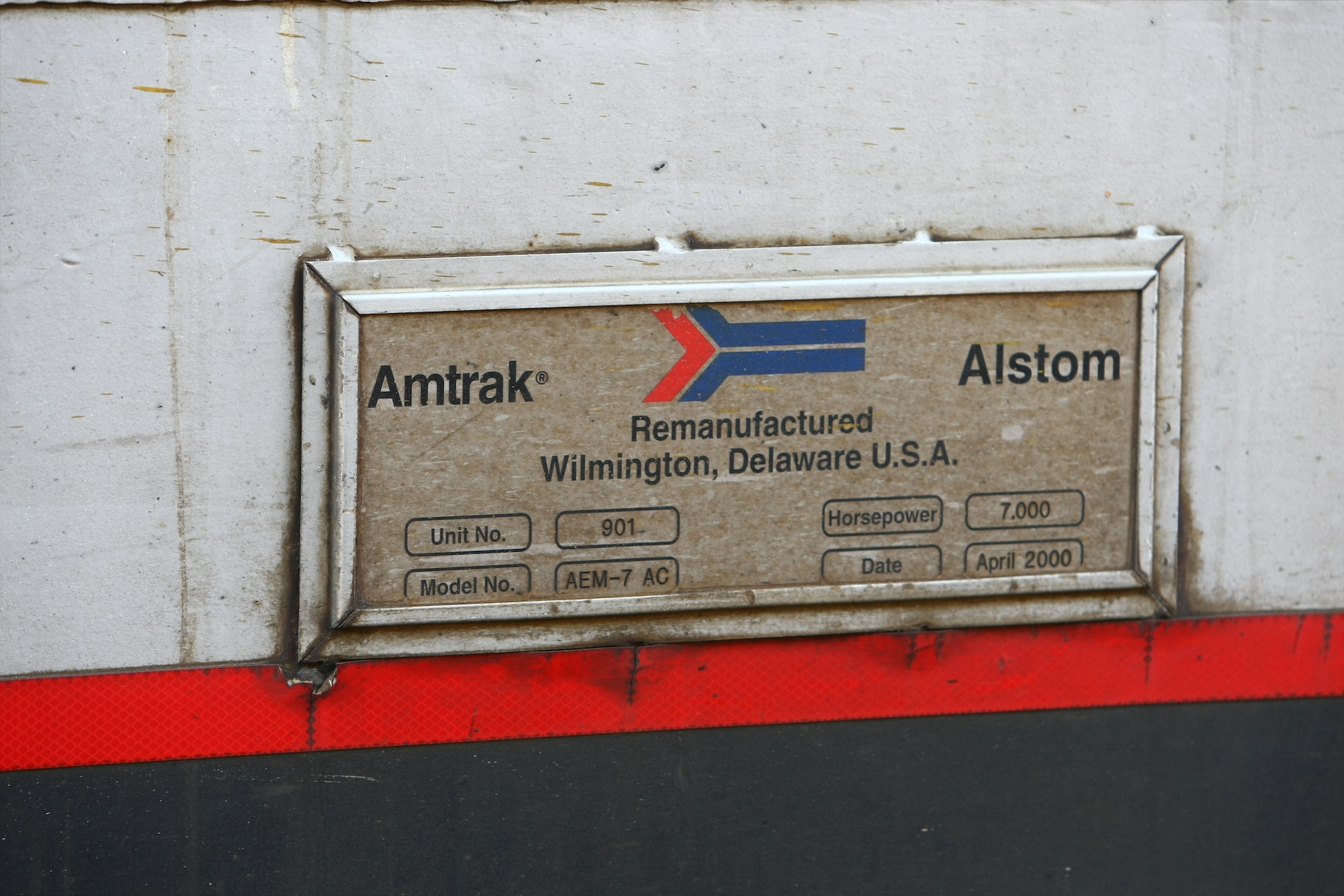
A mozdony gyári táblája
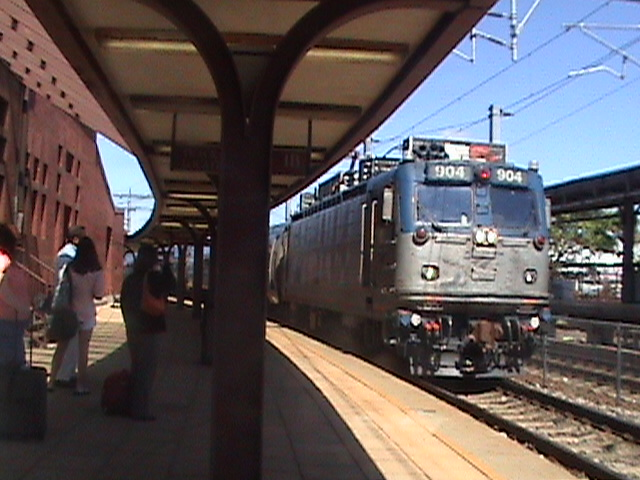
Az Amtrak AEM7 #904 New London állomáson